# Cal Baltà (Pacs del Penedès)
Cal Baltà és una antiga masia de Pacs del Penedès (Alt Penedès) inclosa a l'Inventari del Patrimoni Arquitectònic de Catalunya.
És una casa aïllada d'estil noucentista, composta de planta baixa i pis, amb cellers de disposició perpendicular a la casa, amb teulades a dues vessants. El coronament té formes escalonades i arrodonides, i finestres tripartites. Actualment està  dedicada a l'elaboració de vins i caves sota la marca Parés Baltà.